# Khoróixevskaia
Khoróixevskaia (en rus: Хорошевская) és un poble (una stanitsa) de l'óblast de Rostov, a Rússia, segons el cens rus del 2010 tenia 488 habitants. Pertany al districte de Tsimliansk.